# Tuber uncinatum
Il Tuber aestivum var. uncinatum (Chatin) (Montecchi & Borelli) è una varietà o forma del Tuber aestivum (Vitt.) che si trova nei boschi di latifoglia fino a quote di 1400-1600 m s.l.m. o latitudini superiori al 60º parallelo. Predilige terreni argillosi pendenti, con una elevata componente di scheletro e sostanza organica.

## Descrizione della specie
Corpo fruttifero
Ha forma generalmente tondeggiante e dimensioni che variano fra quelle di una nocciola e di un pugno.
Peridio
Con verruche non striate trasversalmente.
Gleba
Più scura di quella del T. aestivum, quasi color cioccolato negli esemplari maturi.
Odorepiù forte e gradevole di quello del T. aestivum
Saporepiù marcato di quello del T. aestivum
Microscopia
Sporecon reticolo più sviluppato rispetto al T. aestivum, spesso due volte maggiore, con alveoli con bordi ricurvi ad uncino.
Aschi

## Habitat
Fungo ipogeo, micorrizico, matura in autunno, da ottobre a dicembre, nei boschi di latifoglie, su terreni prevalentemente argillosi o ricchi di humus.

## Commestibilità
Ottima.

## Etimologia
Dal latino uncinatum = uncinato, per le creste delle spore che appaiono a forma di uncino.

## Sinonimi e binomi obsoleti
- Tuber aestivum var. uncinatum (Chatin) I.R. Hall, P.K. Buchanan, Wang{?} & Cole, (1998)
- Tuber blotii var. uncinatum (Chatin) Bon, Docums Mycol. 17(no. 67): 13 (1987)

## Nomi comuni
- Tartufo uncinato, scorzone invernale, tartufo nero di Fragno, suareccio (Abruzzo).